# Präsidentschaftswahl in Mali 2002

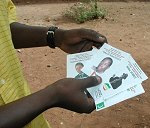
Bulletins de vote

Die Präsidentschaftswahlen in Mali 2002 (französisch élection présidentielle) wurden in Mali 2002 in zwei Wahlgängen durchgeführt: Am 28. April 2002 und am 12. Mai 2002.
Amadou Toumani Touré, der sich am Staatsstreich gegen das Regime von Moussa Traoré am 26. März 1991 beteiligt hatte, gewann die Wahl und wurde Vorsitzender des Comité de transition pour le salut du peuple. Er folgte auf Alpha Oumar Konaré.

## Hintergrund
Diese Präsidentschaftswahl fand am Ende der zweiten Amtszeit des scheidenden Präsidenten Alpha Oumar Konaré statt, zehn Jahre nach der Einführung der Demokratie in Mali. Konaré konnte nicht kandidieren, da er laut Verfassung kein weiteres Mandat anstreben konnte.
Während die Präsidentschaftswahlen von 1997 in einem sehr angespannten Klima zwischen der Regierungspartei, der Allianz für Demokratie in Mali-Afrikanische Partei für Solidarität und Gerechtigkeit (Adéma-PASJ), und der Opposition (die sich zu einem Kollektiv zusammengeschlossen und den Boykott beschlossen hatte) stattfanden, entspannte sich nach den Wahlen das politische Klima einige Jahre später allmählich, insbesondere mit der Organisation des Nationalen politischen Forums im Januar 1999 und der Entwicklung eines neuen Wahlgesetzes.
Somit beteiligten sich bei den Präsidentschafts- und Parlamentswahlen 2002 alle Parteien an der Abstimmung.
Innerhalb der Präsidentenpartei führt die Nachfolge von Alpha Oumar Konaré zu Spaltungen. So verließ der ehemalige Premierminister und Präsident der Adéma-PASJ, Ibrahim Boubacar Keïta, die Partei, um am 30. Juni 2001 die Rassemblement pour le Mali (Bewegung für Mali) zu gründen. Sobald Soumaïla Cissé als Kandidat der Partei nominiert wurde, stellten zwei weitere Persönlichkeiten der Partei ihre Kandidatur vor, was zu ihrem Partei-Ausschluss führt: Premierminister Mandé Sidibé, und Ahmed El Mandani Diallo.

## Wahlsystem
Der malische Präsident wird in zwei Wahlgängen mit Einzelmehrheit (scrutin uninominal majoritaire) für eine fünfjährige Amtszeit gewählt, die nur einmal verlängert werden kann.

## Kandidaten

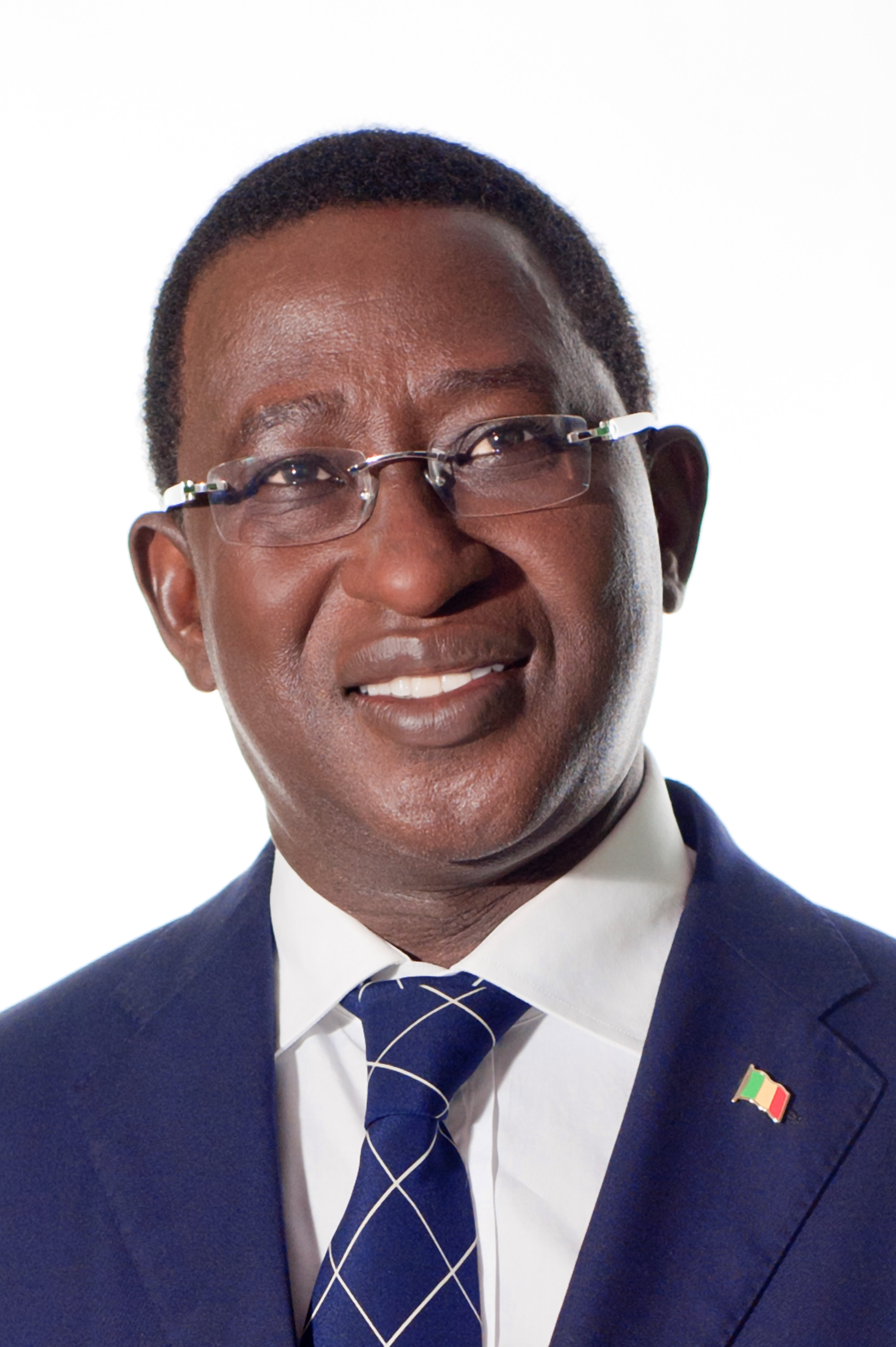
Soumaïla Cissé 2013

Der Cour constitutionnelle du Mali (Verfassungsgericht) registrierte 25 Kandidaturen und lehnte eine ab, nämlich von Sidibé Awa Sanogo, dem einzigen Kandidaten, der die Kaution in Höhe von 5 Mio. CFA-Francs nicht bezahlt hatte.
Die 24 Kandidaten waren:

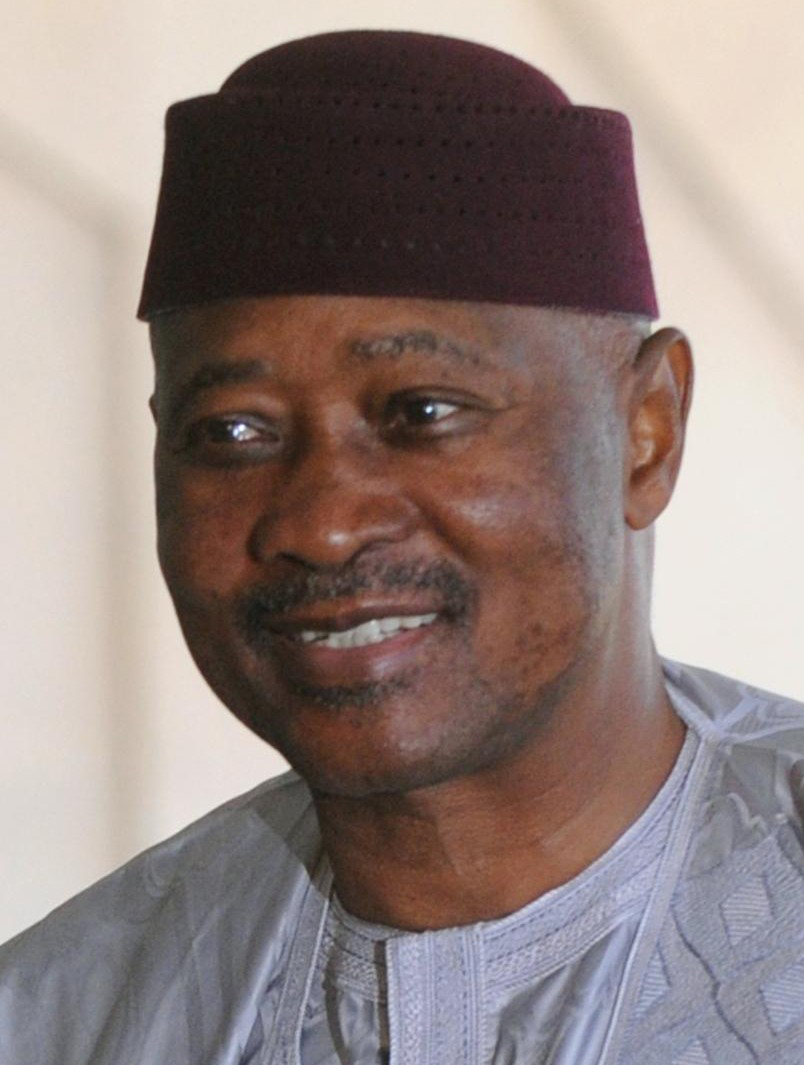
Amadou Toure

- Soumaïla Cissé, ehemaliger Minister, zweiter Vizepräsident und Kandidat der Allianz für Demokratie in Mali-Afrikanische Partei für Solidarität und Gerechtigkeit.
- Balla Moussa Coulibaly, Präsident des Wirtschafts-, Sozial- und Kulturrats von Mali, ehemaliger Präsident des Nationalen Arbeitgeberverbandes von Mali (Fédération nationale des employeurs du Mali), Präsident der Union pour la démocratie et le développement (Union für Demokratie und Entwicklung, UDD), ebenfalls unterstützt vom Bloc des alternatives pour le African Renewal (BARA) und der Convention nationale démocrate (Demokratische Nationale Convention, CND).
- Habibou Dembélé „Guimba“, Schauspieler
- Mamadou Maribatrou Diaby, Gründungspräsident der Parti pour l’unité, le développement et le progrès (Partei für Einheit, Entwicklung und Fortschritt).
- Ibrahima Diakité, Finanzinspektor.
- Ahmed El Madani Diallo, Ökonom und ehemaliger Minister für ländliche Entwicklung, ausgeschlossenes Mitglied von Adéma -Pasj
- Youssouf Hassane Diallo, Berater
- Daba Diawara, Minister für den öffentlichen Dienst und ehemaliger Generalsekretär der Regierung, Kandidat der Parti de l’indépendance, de la démocratie et de la solidarité (Unabhängigkeits-, Demokratie- und Solidaritätspartei, PIDS)
- Tiébilé Dramé, Abgeordneter, ehemaliger Minister, Präsident der Parti pour la renaissance nationale (Partei für nationale Renaissance, PARENA)
- Modibo Kane Kida, Ökonom und erster Vizepräsident der Mouvement des populations libres, unies et solidaires/Rassemblement malien pour le travail et l'alternance (Bewegung der freien, vereinten und solidarischen Bevölkerungsgruppen/Malian Rally for Work and Alternation, MPLUS/RAMATA)
- Ibrahim Boubacar Keïta, ehemaliger Premierminister von 1994 bis 2000, Kandidat der Rassemblement pour le Mali, unterstützt von vier anderen politischen Parteien, der Convention Démocratique (Demokratische Konvention), der PMDD, der MPLO und der RDT.
- Abdoulaye Sogolomba Konaté, Ingenieur, unabhängiger Kandidat.
- Mady Konaté, Computeringenieurin, Präsidentin der Parti pour la démocratie et le progrès (Partei für Demokratie und Fortschritt).
- Modibo Kane Kida, Ökonom, erster Vizepräsident des Mouvement des populations libres, unies et solidaires/Rassemblement malien pour le travail et l’alternance (Bewegung freier, vereinter und solidarischer Bevölkerungsgruppen/Malische Rally für Arbeit und Wandel, MPLUS/RAMATA).
- Madiassa Maguiriraga, Universitätsprofessorin, Gründungspräsidentin der Parti populaire pour le progrès (Volkspartei für den Fortschritt).
- Choguel Kokalla Maïga, Telekommunikationsingenieur, Präsident und Kandidat des Mouvement patriotique pour le renouveau (Patriotischen Bewegung für Erneuerung).
- Oumar Mariko, Arzt, ehemaliger Leiter der Association des élèves et étudiants du Mali (Vereinigung der Schüler und Studenten Malis, AEEM), Kandidat der Solidarité Africaine pour la Démocratie et l’Indépendance (Afrikanische Solidarität für Demokratie und Unabhängigkeit, SADI)
- Sanoussi Nanacassé, Arzt
- Mamadou Bakary Sangaré „Blaise“, Generalsekretär der Convention sociale démocrate (Sozialdemokratischen Konvention, CDS).
- Modibo Sangaré, Präsident der Union nationale pour la renaissance (Nationale union für Renaissance, UNPR)
- Mandé Sidibé, Premierminister vom 20. Februar 2000 bis 18. März 2002 (Rücktritt), ehemaliges Mitglied der Alliance pour la démocratie au Mali-Parti africain pour la solidarité et la justice
- Almamy Sylla, pensionierter internationaler Beamter, Präsident des Rassemblement pour la Démocratie et le Progrès (RDP)
- Mountaga Tall, Abgeordneter, Präsident des Congrès national d’initiative démocratique (CNID).
- Amadou Toumani Touré, General, ehemaliger Präsident des Übergangskomitees zur Rettung des Volkes, unabhängiger Kandidat, unterstützt von 23 politischen Parteien der Union Soudanaise - Rassemblement Démocratique Africain (US-RDA), des Bloc pour la démocratie et l’intégration africaine (BDIA), der Parti malien pour le progrès social (PMPS), dem Mouvement pour l’indépendance, la renaissance et l’intégration africaine (MIRIA)

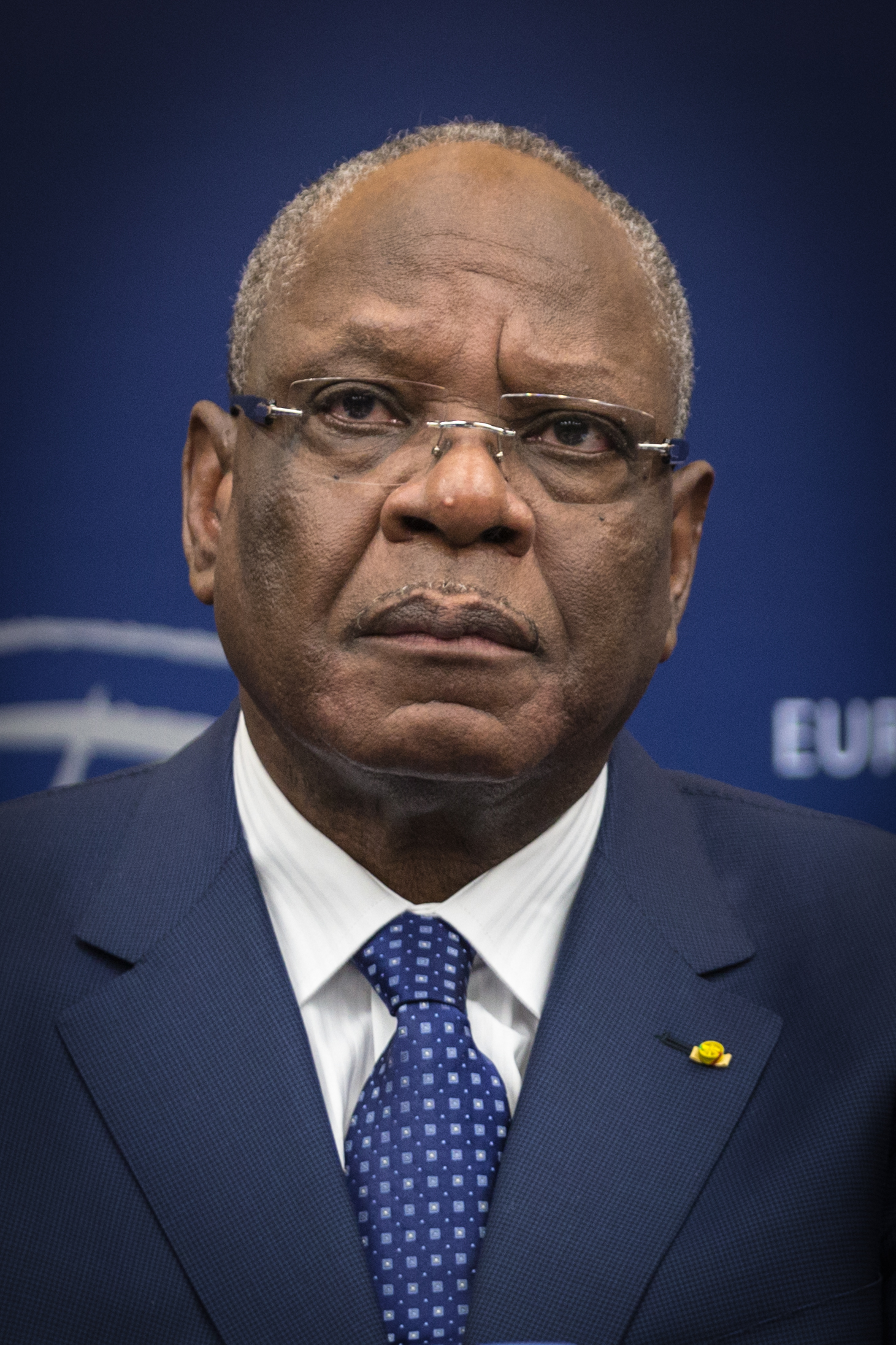
Ibrahim Boubacar Keïta

## Wahl-Organisation
Das Wahlgesetz sieht für die Organisation der Wahl 2 drei zuständige Behörden vor:
- Die unabhängige nationale Wahlkommission (Commission électorale nationale indépendante, Céni), die für die Ordnungsmäßigkeit der Abstimmung sorgt.[2]
- Die Generaldelegation für Wahlen (Délégation générale aux élections), die für „die Entwicklung und Verwaltung des Wählerverzeichnisses, die Vorbereitung und den Druck von Wählerkarten und die öffentliche Finanzierung politischer Parteien“ („de l’élaboration et de la gestion du ficher électoral, de la confection et de l’impression des cartes d’électeur et du financement public des partis politiques“) verantwortlich ist.[2]
- Das für die Gebietsverwaltung zuständige Ministerium, das für die technische und materielle Vorbereitung, Zentralisierung und Bekanntgabe vorläufiger Ergebnisse sorgt.[2]

Darüber hinaus gewährleistet das Nationale Komitee für gleichen Zugang zu staatlichen Medien (Comité national de l’égal accès aux média d’État, Cnéamé) während des Wahlkampfs „gleichen Zugang zu staatlichen Medien für Kandidaten, politische Parteien und Gruppen konkurrierender Parteien“ („l’égal accès aux média d’État des candidats, des partis politiques et des groupements de partis en lice“).
Gemäß Art. 86 der Verfassung entscheidet das Verfassungsgericht über die Ordnungsmäßigkeit der Wahl und verkündet das Endergebnis.

## Ablauf der Wahlen

### Erste Runde

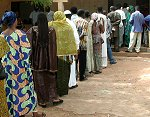
Wähler in Bamako

Die erste Wahlrunde fand am 28. April 2002 statt und verlief trotz der verspäteten Öffnung einiger Wahllokale friedlich.
Die Veröffentlichung der Ergebnisse der ersten Runde war schwierig; die Zentralisierung der Ergebnisse aus den Wahllokalen dauerte mehrere Tage. Es wurden Unregelmäßigkeiten bemängelt und Anomalien festgestellt, unter anderem von der Unabhängigen Nationalen Wahlkommission (Céni) bei den Methoden zur Zentralisierung der Ergebnisse, insbesondere das Fehlen zusammenfassender Berichte und die ungleiche Behandlung der Ergebnisse zwischen den Regionen. Erst am 9. Mai wurden vom Verfassungsgericht die endgültigen Ergebnisse verkündet.
Das Verfassungsgericht erklärte 541.019 Stimmzettel für ungültig und begründete dies mit „unregelmäßiger Zusammensetzung, betrügerischer Verteilung von Wählerkarten, mangelnder Sicherheit der Wahlurnen, illegaler Stimmabgabe durch Stimmrechtsvertreter, Stimmabgabe durch nicht registrierte Personen, fehlenden Unterschriften im Protokoll, Einfluss auf die Abstimmung, Existenz fiktiver Wahllokale und unregelmäßigem Betrieb mobiler Wahllokale“. Es war jedoch der Ansicht, dass diese Unregelmäßigkeiten nicht zur Annullierung der Abstimmung führen sollten.
| Kandidat                   | Stimmen | %     |
| -------------------------- | ------- | ----- |
| Amadou Toumani Touré       | 449.176 | 28,87 |
| Soumaïla Cissé             | 333.525 | 21,44 |
| Ibrahim Boubacar Keïta     | 329.149 | 21,15 |
| Tiébilé Dramé              | 62.493  | 4,02  |
| Mountaga Tall              | 58.695  | 3,77  |
| Moussa Balla Coulibaly     | 50.211  | 3,23  |
| Choguel Kokalla Maïga      | 42.469  | 2,73  |
| Mamadou Bakary Sangaré     | 34.603  | 2,22  |
| Mandé Sidibé               | 31.398  | 2,02  |
| Ahmed El Madani Diallo     | 25584   | 1,64  |
| Daba Diawara               | 17.156  | 1,10  |
| Oumar Mariko               | 13.718  | 0,88  |
| Madiassa Maguiraga         | 12.548  | 0,81  |
| Youssouf Hassan Diallo     | 12.455  | 0,80  |
| Modibo Sangaré             | 11.667  | 0,75  |
| Mamadou Gakou              | 11.505  | 0,74  |
| Mady Konaté                | 11 302  | 0,73  |
| Mamadou Maribatrou Diaby   | 9 101   | 0,58  |
| Modibo Kane Kida           | 9.722   | 0,62  |
| Habibou Dembélé            | 7.964   | 0,51  |
| Sanoussi Nanacassé         | 7.829   | 0,50  |
| Ibrahim Diakité            | 6.899   | 0,44  |
| Abdoulaye Sogolomba Konaté | 6.771   | 0,44  |

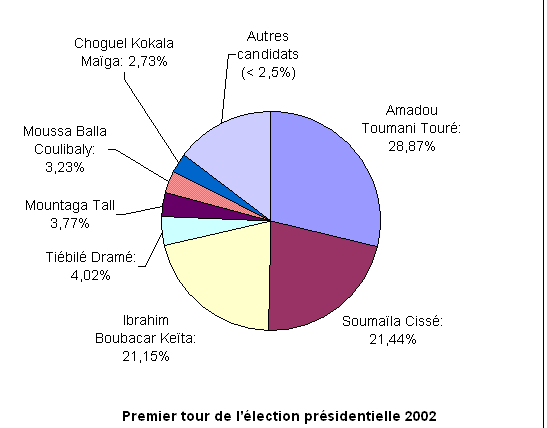
Ergebnisse der ersten Wahlrunde der Präsidentschaftswahl in Mali 2002.

Amadou Toumani Touré und Soumaïla Cissé qualifizierten sich für die zweite Wahlrunde.
Ibrahim Boubacar Keïta, der an dritte Stelle kam, schied ebenfalls aus. Er bestritt diese Ergebnisse, unterstützte aber Amadou Toumani Touré in der zweiten Runde.

## Zweite Wahlrunde
Die Kampagne wurde aufgrund der späten Bekanntgabe der Endergebnisse der ersten Runde verkürzt und dauerte nur zwei Tage.
Die Abstimmung fand am 12. Mai friedlich statt, aber mit geringer Beteiligung. Die Ergebnisse wurden am 16. Mai bekannt gegeben und erst am 23. Mai vom Verfassungsgericht validiert, welches nach Annullierung von 268.216 Stimmen Amadou Toumani Touré mit mehr als 65 % der Stimmen zum Sieger erklärte.

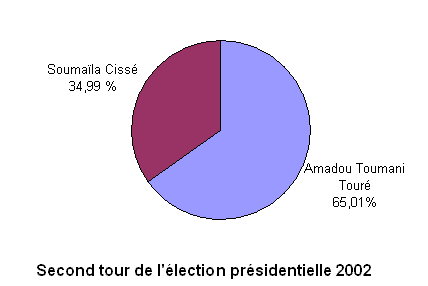
Wahlergebnisse der zweiten Wahlrunde der Präsidentschaftswahl in Mali 2002.

|                     | Stimmen   | %     |
| ------------------- | --------- | ----- |
| Wahlberechtigte     | 5.746.202 |       |
| Stimmen             | 1.723.210 | 29,99 |
| Ungültige Stimme    | 30.248    | 1,76  |
| annullierte Stimmen | 268.216   | 15,56 |
| Gültige Stimmen     | 1.424.746 | 82,68 |

| Kandidat             | Stimmen | %     |
| -------------------- | ------- | ----- |
| Amadou Toumani Touré | 926.243 | 65,01 |
| Soumaïla Cissé       | 498.503 | 34,99 |

## Nachwirkungen
Der neue Präsident Amadou Toumani Touré ernannte eine Missionsregierung (gouvernement de mission) unter der Führung von Premierminister Ahmed Mohamed ag Hamani, um „innerhalb verfassungsmäßiger Fristen und Transparenz die Parlamentswahlen“ („dans les délais constitutionnels et dans la transparence, les élections législatives“) zu organisieren.
Die Parlamentswahlen wurden am 14. und 28. Juli 2002 durchgeführt, wobei keine Partei oder Koalition die absolute Mehrheit erreichte.
Amadou Toumani Tourés erste Amtszeit war vom Konsens der politischen Klasse geprägt, ein Konsens, der mit dem Näherrücken der Präsidentschafts- und Parlamentswahlen 2007 zusammenbrach.